# Walter Viáfara
Walter Alejandro Viáfara (* 15. November 1992) ist ein kolumbianischer Leichtathlet, der sich auf den Stabhochsprung spezialisiert hat und aktuell Inhaber des Landesrekordes ist.

## Sportliche Laufbahn
Erste internationale Erfahrungen sammelte Walter Viáfara im Jahr 2013, als er bei den Südamerikameisterschaften in Cartagena dreimal an den Einstiegshöhe scheiterte und auch bei den anschließenden Juegos Bolivarianos in Trujillo ohne eine Höhe blieb. Im Jahr darauf gewann er bei den U23-Südamerikameisterschaften in Montevideo mit 4,85 m die Bronzemedaille hinter dem Ecuadorianer José Pacho und Jeff Oliverio aus Brasilien und anschließend belegte er bei den Zentralamerika- und Karibikspielen in Xalapa mit 5,00 m den vierten Platz. 2017 gewann er dann bei den Südamerikameisterschaften in Luque mit 5,10 m die Silbermedaille hinter dem Argentinier Germán Chiaraviglio und anschließend siegte er mit einer Höhe von 5,25 m bei den Juegos Bolivarianos in Santa Marta. Im Jahr darauf nahm er an den Südamerikaspielen in Cochabamba teil und gewann dort mit 5,00 m die Bronzemedaille hinter dem Brasilianer Augusto Dutra und Germán Chiaraviglio aus Argentinien. Anschließend siegte er mit 5,30 m bei den Zentralamerika- und Karibikspielen in Barranquilla und brachte dann bei den Ibero-Amerikanischen Meisterschaften in Trujillo keinen gültigen Versuch zustande. Auch bei den Leichtathletik-Südamerikameisterschaften 2019 in Lima scheiterte er dreimal an der Einstiegshöhe und anschließend wurde er bei den Panamerikanischen Spielen ebendort mit 5,16 m Zehnter. 2021 klassierte er sich bei den Südamerikameisterschaften in Guayaquil mit 5,00 m auf dem fünften Platz und im Jahr darauf gewann er bei den Juegos Bolivarianos in Valledupar mit 5,20 m die Bronzemedaille hinter den Ecuadorianern Dyander Pacho und Austin Ramos. Anschließend belegte er bei den Südamerikaspielen in Asunción mit 5,00 m den fünften Platz.
In den Jahren 2017 und 2018 sowie 2021 und 2022 wurde Viáfara Meister im Stabhochsprung.